# 新和町立宮南小学校
新和町立宮南小学校（しんわちょうりつ きゅうなんしょうがっこう）は、熊本県天草郡新和町小宮地（現・天草市）にあった小学校。

## 沿革
- 1891年（明治26年）4月 - 小宮地小学校高根分教場設立
- 1947年（昭和22年） - 宮地村立宮地南部小学校宮南分校と改称
- 1954年（昭和29年）11月1日 - 新和村立小宮地小学校宮南分校と改称
- 1957年（昭和32年） - 小宮地小学校から独立
- 1963年（昭和38年）4月1日 - 新和町立宮南小学校と改称
- 2001年（平成13年） - 中石小学校、小宮地小学校、大宮地小学校と統合し新和小学校となる